# ヒトデ (ブロガー)
ヒトデ(1991年5月30日-) は、日本のブロガー、YouTuber、作家、経営者である。株式会社HFの代表取締役であり、株式会社AB&Co.の代表者でもある。1991年5月30日生まれ。愛知県出身。男性。
複数のブログ･ウェブサイト運営しており、Twitterのフォロワー数は2022年5月時点で13万人を超える。
また、ブログで月収100万円を連続達成している。

## 人物
元々文章を書くのが好きで、中学生の頃から小説家への夢を持ち、mixi(ミクシィ)で日記を書いていた。やがて小説家が夢ではなくなり、大学卒業とともに一度ブログ等を離れて就職の道を選んだ。だが、仕事に嫌気が差してきた時、再びブログへの気持ちが高ぶり、趣味で再びブログを始めることになった。
漫画好きで、自身のブログでおすすめの漫画111冊を紹介する記事も執筆した。
電話をする際には毎回「台本」を用意して臨んている。会社員時代、小さな社内電話でも台本作成をしていたため、「遅い」と怒られることもあった。
対面も苦手だが、相手の表情等が読み取れない電話は「より苦手」だと言う。

## 来歴
2014年12月 趣味でブログ「今日はヒトデ祭りだぞ！」を開設する。
2017年8月 ブログ「今日は社畜祭りだぞ！」を開設する。
2017年8月 勤めていた会社を退職し、会社員からフリーランスになる。
2018年4月 ブログ「hitodeblog|完全初心者のためのブログの始め方」を開設する。
2018年5月 株式会社HFを設立し、ブログ等を事業として法人化させた。
2018年10月 ブログをきっかけに同い年の女性と知り合い、約2年の交際期間を経て結婚した。
2019年3月 名古屋でブロガー･アフィリエイター向けコワーキングスペース「ABCスペース」を始める。
2020年2月 YouTubeチャンネル「ヒトデせいやチャンネル」で動画配信を始める。
2021年2月7日 Twitterのフォロワー数が100,000人に達する。

## ブロガーとしての活動（サイト運営など）
ヒトデは、ブロガーとして、「今日はヒトデ祭りだぞ！」「hitodeblog」「今日は社畜祭りだぞ！」「最高の一品」の4つのブログを運営している。

### 今日はヒトデ祭りだぞ！
今日はヒトデ祭りだぞ！ とは、ヒトデが運営する雑記ブログである。
雑記ブログであるため、あるテーマについて書かれているわけではなく、自由なテーマで書かれている。

### hitodeblog｜完全初心者のためのブログの始め方
hitodeblog｜完全初心者のためのブログの始め方 とは、同氏が運営するブログに関するテーマに特化したブログである。
「完全に初心者でも、ブログを始められて、楽しめるようになる」というコンセプトで運営されている。

### 今日は社畜祭りだぞ！
今日は社畜祭りだぞ！ とは、ヒトデが運営する社畜から脱するための知恵や体験談を集めたブログである。
「会社の愚痴と不満、それの対処法が集まる場」「脱社畜した人の知恵が集まる場」を目指して運営されている。

### 最高の一品
最高の一品 とは、ヒトデが運営する色々な人の「今までの人生で一番買ってよかったもの」に関する記事を集めたブログである。
「あなたの人生で、最も買ってよかったものを教えてください」という質問を、様々な人に聞くことをコンセプトにしている。

## その他の活動
ヒトデはブログ以外でも、YouTuberとしての活動やコワーキングスペース、オンラインサロンの運営などもしている。

### ヒトデせいやチャンネル
ヒトデせいやチャンネル とは、ヒトデと投資家のせいやが共同運営しているYouTubeチャンネルである。
「見つけよう、理想の生き方」というコンセプトで運営されており、主な動画はブログ･ビジネス･お金･不動産などに関するものである。

### ABCスペース
ABCスペース とは、ヒトデとアフィリエイターのなかじが運営する名古屋にあるブロガー･アフィリエイター向けのコワーキングスペースである。
ABCスペースでは、不定期でイベントなども実施されている。

### ABCオンライン
ABCオンライン とは、ABCスペースを運営する株式会社AB&Co.が運営するブロガー･アフィリエイター向けのオンラインサロンである。
ヒトデとなかじが毎月4回ほど生放送を行っており、DiscordやSlackを利用して会員同士が交流することもできる。
会員は10本以上の会員向け動画でブログやアフィリエイトについて学べる。

### 書籍の出版
ヒトデは、2021年3月に初めて単行本を出版している。

#### 嫌なことから全部抜け出せる 凡人くんの人生革命
嫌なことから全部抜け出せる 凡人くんの人生革命 は、ヒトデが2021年3月17日にKADOKAWAから出版した単行本である。ページ数は256ページ。言語は日本語。

## 出演

### 書籍
- 本当の自由を手に入れるお金の大学 / 両@リベ大学長 [30]
- 10年稼ぎ続けるブログを創る アフィリエイト 成功の仕組み / 河井 大志, 染谷 昌利 (インタビュー) [30]
- アフィリエイトで夢を叶えた元OLブロガーが教える 本気で稼げる アフィリエイトブログ 収益・集客が1.5倍UPするプロの技79 / 亀山 ルカ, 染谷 昌利 (インタビュー) [30]
- 読まれる・稼げる ブログ術大全 / ヨス, 染谷 昌利 (紹介) [30]